# Námořní míle

Odvození délky námořní míle

Námořní míle je jednotka délky, která nepatří do soustavy SI (ale je na ni vázána definicí). Používá se zejména v námořní a letecké dopravě. Byla zavedena přirozeně jako délka oblouku zemského poledníku odpovídající jedné úhlové minutě zeměpisné šířky). Dnes výhradně užívaná mezinárodní definice stanovuje délku námořní míle jako
1 NM = 1 852 m (přesně)

## Využití
Námořní míle se používají při letecké a námořní navigaci. Objevují se i v mezinárodních smlouvách, které s těmito druhy dopravy souvisí, a zákonech, které se těmto oblastem věnují.
Užívání námořních mil v letectví chce ICAO v budoucnu ukončit a přejít na výhradní užívání jednotek soustavy SI, žádný termín k této změně však nebyl stanoven.

## Značení
Žádná standardní značka této jednotky neexistuje, používají se označení M (BIPM a mnoho námořních institucí), nmi (např. IEEE), v letectví pak nejčastěji Nm či NM; používá se i nm, to ovšem koliduje s označením nanometru v soustavě SI.

## Historie
Myšlenka délkové jednotky odvozené z délky jednoho stupně zeměpisné šířky (případně z délky rovníku) je velmi stará, takovou jednotku patrně stanovili už Babyloňané. Takto definované jednotky používaly různé přívlastky – zeměpisné, poledníkové – zejména se však značně lišily velikostí, která byla definována jako 1, 4, 5 či 6 úhlových minut (tedy 1/60, 1/15, 1/12 či 1/10 stupně).
Metr byl historicky definován tak, aby byl roven desetimiliontině délky kvadrantu zemského poledníku, námořní míle definovaná jako 1 minuta zeměpisné šířky by tak měla délku
{\displaystyle {\frac {10~000~000}{90\cdot 60}}={\frac {50~000}{27}}=1851{,}{\overline {851}}~\mathrm {m} }
Geoid ale není přesná koule, takže jeden úhlový stupeň má na každém místě jinou velikost (byť rozdíly nejsou velké). Různé státy proto používaly různě dlouhé námořní míle. Byť byly např. britská i americká námořní míle založeny na délce jedné minuty podél poledníku, lišily se o 6,4 cm – britská námořní míle byla definována jako 6 080 stop, zatímco americká jako 1 853,248 m.
Sjednotit různé námořní míle se podařilo v roce 1929 na První mezinárodní mimořádné hydrografické konferenci v Monaku, kde byla přijata definice mezinárodní námořní míle o délce přesně 1 852 m. Tuto definici postupně akceptovaly všechny země (Spojené státy v roce 1954).

## Převod na jiné jednotky
- 1 NM = 1852 m = 1,852 km (přesně)
- 1 NM ≈ 1,15 statutární míle (přesně 57875/50292)
- 1 NM ≈ 2025,372 yd (přesně 2 315 000/1143)
- 1 NM ≈ 6076,115 ft (přesně 2 315 000/381)
- 1 km ≈ 0,54 NM (přesně 250/463)
- 1 mi ≈ 0,87 NM (přesně 50292/57875)

## Odvozené jednotky
- uzel (jednotka) – jednotka rychlosti – jedna námořní míle za hodinu
- kabel (jednotka) – ve Velké Británii jednotka délky – jedna desetina námořní míle